# Higinio Tanguma
Higinio Tanguma är en ort i Mexiko.   Den ligger i kommunen Aldama och delstaten Tamaulipas, i den centrala delen av landet, 400 km norr om huvudstaden Mexico City. Higinio Tanguma ligger 98 meter över havet och antalet invånare är 527.
Terrängen runt Higinio Tanguma är platt. Runt Higinio Tanguma är det mycket glesbefolkat, med 7 invånare per kvadratkilometer. Närmaste större samhälle är Ursulo Galván, 15,6 km söder om Higinio Tanguma. Omgivningarna runt Higinio Tanguma är en mosaik av jordbruksmark och naturlig växtlighet.